# Idy Kohn
Idy Kohn (geb. 29. Dezember 1908 als Ida Kohn in Wien, Österreich-Ungarn; gest. 11. September 2005) war eine österreichische Schwimmerin. 

## Leben
Sie war österreichische Meisterin im Rückenschwimmen und neben Hedy Bienenfeld, Fritzi Löwy, sowie den die Olympischen Sommerspiele 1936 in Berlin boykottierenden Schwimmerinnen Lucie Goldner, Ruth Langer und Judith Deutsch eine der bekanntesten Schwimmerinnen des jüdischen Sportvereins Hakoah in Wien.
Bei den Europameisterschaften 1928 platzierten sich die Schwimmerinnen Hedy Bienenfeld-Wertheimer und Idy Kohn in den Medaillenrängen.
Kohn war in den 1930er Jahren mit Ernst Verebes verheiratet, wodurch sie ungarische Staatsbürgerin wurde und teilweise in Budapest lebte. Gemeinsam emigrierten sie im September 1936 in die Vereinigten Staaten. 1937 heiratete sie H. S. Holländer, am 30. März 1948 Harald Ramon.